# La religiosa portuguesa
La monja portuguesa (en francés: La religieuse portugaise) es una película franco-portuguesa de 2009 dirigida por Eugène Green.

## Sinopsis
La actriz francesa Julie viaja a Lisboa para rodar una película basada en las Cartas de una monja portuguesa. Aunque su madre era portuguesa, nunca antes había visitado Lisboa, ya que siempre había ido de vacaciones a Oporto, por lo que decidió aprovechar el viaje para conocer la ciudad. Se encuentra con una variedad de habitantes de Lisboa: un huérfano, un aristócrata suicida, la reencarnación del rey Sebastião I y una monja enigmática.

## Reparto
- Leonor Baldaque como Julie
- Eugène Green como Denis Verde, el director
- Diogo Dória como D. Henrique Cunha
- Ana Moreira como Irma Joana, la monja
- Francisco Mozos como Vasco, the chico
- Adrien Michaux como Martin Dautand
- Beatriz Batarda como Madalena
- Carloto Cotta as D. Sebastião